# Calvià
Calvià (spanska: Calviá) är en kommun på Mallorca i den autonoma regionen Balearerna i Spanien. Kommunen har 53 491 invånare (2024), på en yta av 145,02 km².
Kommunens administrativa centralort är (Calvià Vila), belägen inåt landet i kommunen. Längs kommunens kuster finns ett antal mindre orter varav flera vuxit fram som turistorter, däribland Palmanova, Peguera, Magaluf, Santa Ponsa och El Toro.